# Lemerje
Lemerje (Hongaars: Nyíreslehomér, Prekmurees: Lömergje, Duits: Sankt Margita) is een plaats in Slovenië en maakt deel uit van de gemeente Puconci in de NUTS-3-regio Pomurska. De plaats telde 300 inwoners op 1 januari 2020.